# Leśnica (Stryszów)
Leśnica [lɛɕˈɲiʦa] ist eine Ortschaft mit einem Schulzenamt der Gemeinde Stryszów im Powiat Wadowicki der Woiwodschaft Kleinpolen in Polen.

## Geographie
Der Ort liegt auf den linken Ufer des Flusses Cedron bzw. Skawinka.
Nachbarorte sind Bugaj und Brody im Norden, Lanckorona im Osten, Skawinki im Südosten, Stronie im Westen.

## Geschichte
Der Ort wurde im Jahre 1440 erstmals urkundlich erwähnt, als er zusammen mit Stronie und dem Wald Ochodza von Mikołaj Serafin, einem Untergebenen des polnischen Königs sowie Salzgraf (polnisch żupnik) italienischer Herkunft, gekauft wurde. Kurz danach wurden auch die Dörfer Zakrzów, Jaroszowice sowie Barwałd (Dolny) von ihm gekauft. Diese Orte wurden dann vom Herzogtum Auschwitz im Königreich Böhmen abgetrennt und am Königreich Polen für intra terminos Regni [Poloniae et] Regno in perpetuum cedatur angeschlossen. Anders ausgedrückt änderten sie die staatliche Zugehörigkeit früher als der Rest des Herzogtums Auschwitz bzw. Zator. Das wurde auch am 3. Februar 1441 von Władysław III. in Esztergom bestätigt: omne ius, quod sibi competebat ratione eius cessionis per ducem in hoc castro et villis Stronye, Leschnycza, Jaroschowcze, Zakrzow et Berwald, quarum tres ultimas Nicolaus gladifer suis pecuniis exemerat, ac silva Ochodza in perpetuum concedit.
Die oben erwähnte Dörfer wurden im Jahre 1474/1475 zur Starostei von Barwałd. Ab 1646 gehörten Leśnica, Stronie und Zakrzów zu Michał Zebrzydowski, den Starost von Lanckorona.
Bei der Ersten Teilung Polens kam Leśnica 1772 zum neuen Königreich Galizien und Lodomerien des habsburgischen Kaiserreichs (ab 1804).
1918, nach dem Ende des Ersten Weltkriegs und dem Zusammenbruch der k.u.k. Monarchie, kam Leśnica zu Polen. Unterbrochen wurde dies nur durch die Besetzung Polens durch die Wehrmacht im Zweiten Weltkrieg.
Von 1975 bis 1998 gehörte Leśnica zur Woiwodschaft Bielsko-Biała.